# شروعش کن
شروعش کن (به انگلیسی: Get It Started) تک‌آهنگ پیت‌بول به همراه شکیرا می‌باشد. بعد از آهنگ لوکا و رابیوسا این سومین کار مشترک پیت بول با شکیرا می‌باشد.